# Villa comunale Giuseppe Marano
La Villa Comunale "Giuseppe Marano" è uno dei principali parchi della città di Andria, in Puglia, con i suoi 70.000 m².
L'area è ubicata nel settore Nord del centro abitato, in località La Specchia; l'ingresso principale si trova in largo XXV Aprile (ex largo Torneo); sugli altri lati il parco è costeggiato da via Antonio Gramsci, dal piazzale della Repubblica (Stadio Degli Ulivi) e da via Achille Grandi.

## Storia

### I primi anni
Dal 1890 circa, sulla provinciale Andria-Trani vi era una zona completamente brulla chiamata "La Specchia" che in tre periodi dell'anno si animava per diverse occasioni: ad aprile per la fiera del bestiame, a giugno per la compravendita del grano, a settembre per i festeggiamenti del santo patrono, con i fuochi pirotecnici e con delle corse ippiche che richiamavano dai paesi circostanti una moltitudine di gente.

### Ippodromo
Il percorso dell'ippodromo era delimitato da dei paletti (stecche) in legno conficcati nel terreno e uniti da del cordame (da qui il nome "steccato" ancora in uso), aveva un perimetro di 2 chilometri e comprendeva l'attuale Via bruno Buozzi, il tratturo che costeggiava la Pineta e Via Trani (ora Viale Gramsci). Proprio su questo tratto si montavano le tribune in legno e il palco della Giuria.
Prima delle corse, dalle ore 2 pomeridiane, un gran numero di persone con i loro carri si disponevano nel bel prato dello Specchio mentre le persone a piedi seguivano i cavalli in corsa dall'interno del circolo. Le scuderie vincitrici ricevevano soldi, coppe e targhe. Le corse furono sospese durante la prima guerra mondiale e ripresero il 1919.

#### Inaugurazione dell'ippodromo
Il 4 giugno del 1931 l'Onorevole Consalvo Ceci, davanti ad una festosa folla, inaugurò il nuovo ippodromo che andò ad aggiungersi in Puglia, a quelli di Bari, Foggia, Lecce e Cerignola. Le corse si tennero fino allo scoppio della guerra d'Africa del 1935 e non vennero più fatte a causa della comparsa, non ancora massiccia ma consistente, dell'auto, che incominciava a soppiantare il cavallo, mezzo di svago e trasporto molto utilizzato all'epoca.
Il termine "Largo Torneo" deriva dallo svolgersi, in occasione della festa patronale di S. Riccardo, delle corse dei cavalli. Al centro di questo largo c'era una pista più stretta, in terra battuta, per le corse ciclistiche.

## La realizzazione della Villa Comunale
Nel 1930, nella parte più alta del Largo sorse la prima pineta di 4.400 m² dove nel 1950 si aggiunse un'altra pineta più piccola, il campo sportivo comunale (l'attuale Stadio Degli Ulivi) di 24.000 m² e poi nel 1960 i giardini pubblici. Accanto al campo sportivo nel 1962 fu costruito un campo da tennis, un campo d'atletica leggera (basket, salto, bocce, volley) per oltre 7.000 m², dove una volta tra l'erba soffice si potevano notare gli ostacoli e le transenne che circondavano l'ippodromo.
I Giardini Largo Torneo furono ideati e disegnati dall'agronomo Martiradonna che riuscì a trasformare la vasta area utilizzata sino agli anni trenta, come aria pubblica e poi campo da gioco per ragazzi, in un elegante giardino con alberi di alto e basso fusto, piante ornamentali in genere e fiori in aiuole. Nel suo progetto ci sono viali, la pubblica illuminazione, gli elementi decorativi vari, le panchine e le fontane.

## Il polmone verde "oggi"

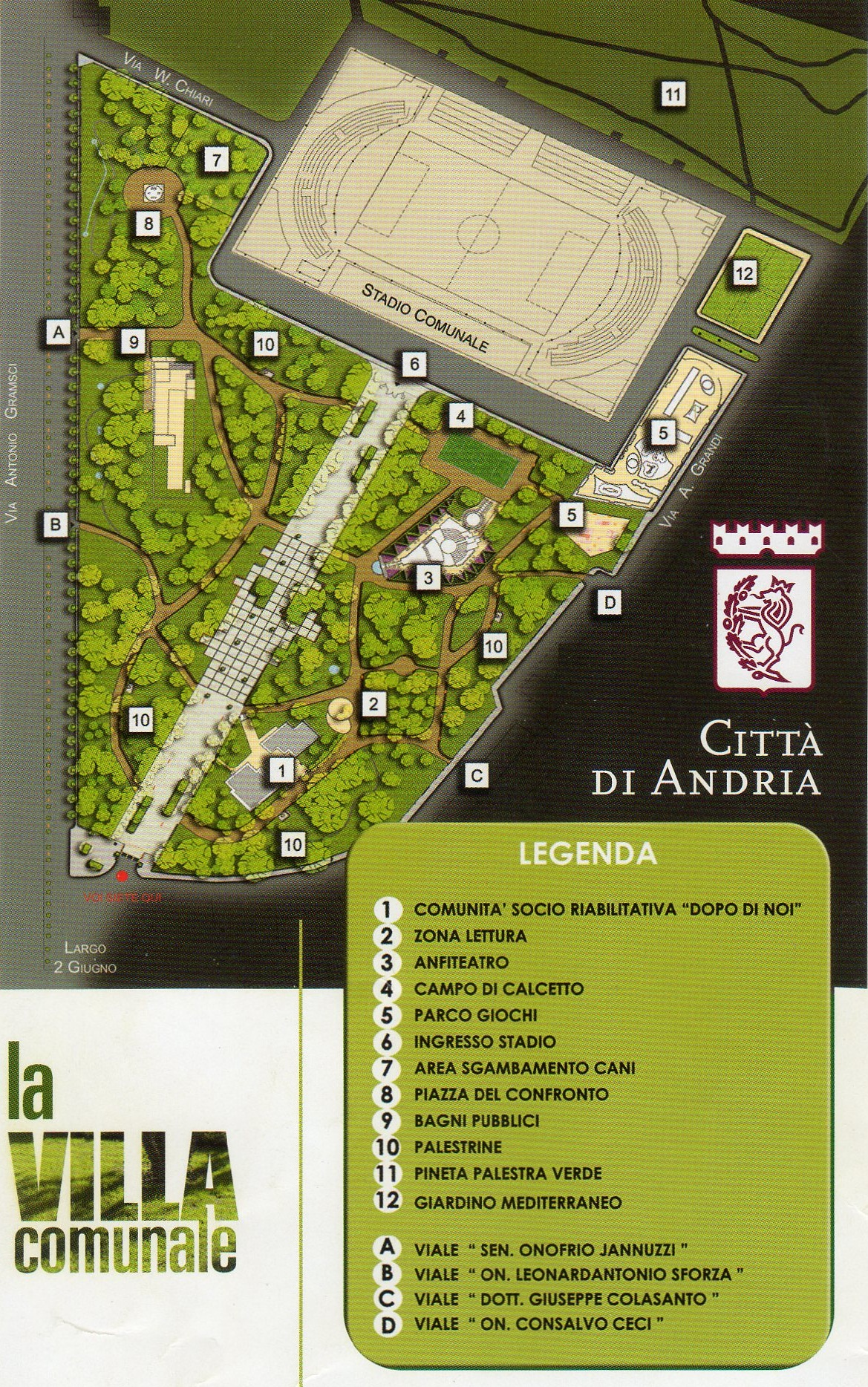
Pianta della Villa Comunale "Giuseppe Marano"

La Villa si estende oggi su un'area pianeggiante di 70.000 m² complessivi, caratterizzata da viali pavimentati con lastre calcaree e da spazi verdi articolati in aiuole, con prato e diverse specie vegetali che creano zone d'ombra.
L'aspetto attuale è frutto di un progetto di recupero e riqualificazione che si è concluso nel 2013, grazie all'opera dell'Amministrazione Comunale guidata dal Sindaco Nicola Giorgino; proprio in occasione della nuova inaugurazione, il 2 Giugno, la Villa venne intitolata all'ex sindaco Giuseppe Marano.
L'impianto è quello tipico del giardino all'italiana, con il rispetto di una precisa geometria dei viali e delle aiuole; contiene tuttavia elementi propri del giardino all'inglese per l'accostamento di elementi naturali ad elementi artificiali, spesso libero da precisi schemi, soprattutto nella disposizione di alberi e piante all'interno delle aree verdi: una natura spontanea, a tratti selvaggia, ma mai incolta.
Come si evince dalla planimetria, la villa ha la forma di un triangolo irregolare, il cui vertice è costituito dall'ingresso principale; tale ingresso immette nel viale centrale che, attraversando il parco in senso longitudinale, lo divide in due parti, articolate in una serie di percorsi interni.
Il centro del viale principale coincide con il fulcro della Villa: una piazza pavimentata con lastre di pietra, da cui si dipartono i percorsi interni che conducono alle diverse zone del parco. Il pavimento della piazza si presenta decorato: le lastre di pietra formano un disegno geometrico (quadrati in pietra calcarea delimitati da fasce in pietra vulcanica, interrotte da blocchi lapidei squadrati aventi funzione di seduta) e, in alcuni casi, si presentano lavorate artigianalmente: in alcuni riquadri laterali sono infatti raffigurati i giochi degli scacchi, della campana, della chiocciola e della bandiera.
Nella parte orientale, sono raggiungibili la struttura occupata dalla Comunità Socio Riabilitativa Dopo di noi, l'area dedicata alla lettura, il teatro, il campo di calcetto, il parco giochi e il giardino mediterraneo; nella parte occidentale si trova l'area sgambamento cani.
I quattro nuovi viali laterali d'accesso sono stati intitolati a quattro personalità politiche fondamentali nella storia della città di Andria: Onofrio Jannuzzi, Leonardantonio Sforza, Giuseppe Colasanto, Consalvo Ceci.

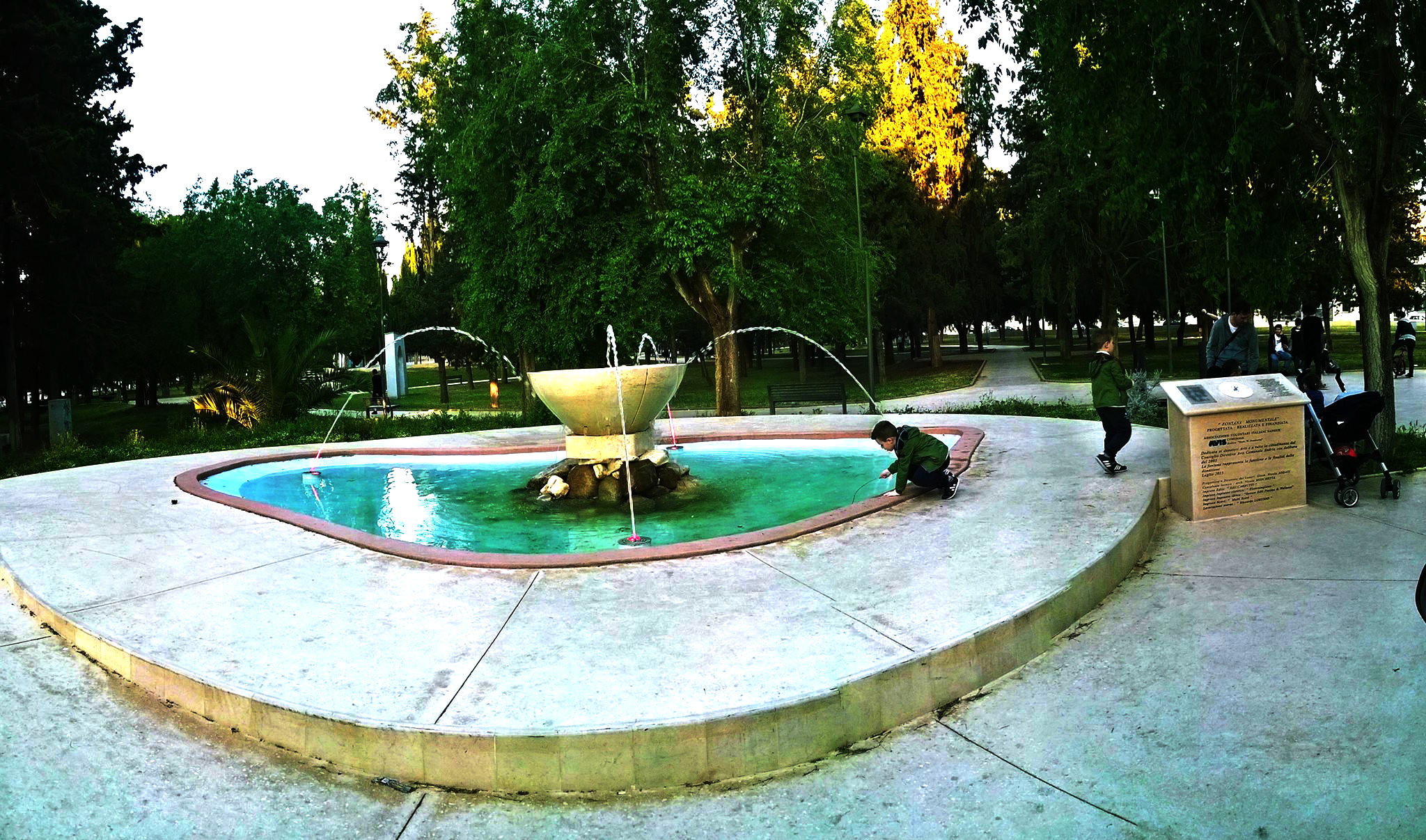
Fontana donata dall’Avis all'interno della Villa

La villa è arricchita da diversi elementi architettonici. L'ingresso principale è reso monumentale dalla presenza di quattro pilastri in pietra uniti nella parte alta da una sorta di copertura inclinata, che conferisce al portale l'aspetto di un vestibolo. All'interno delle aiuole – sul lato occidentale – sono collocate diverse fontane, costituite ciascuna da una vasca (di forma rettangolare o circolare) con zampilli centrali che creano giochi d'acqua; due delle fontane circolari sono collegate tra loro da un condotto con piccoli getti d'acqua.
Un elemento architettonico fondamentale è il teatro, la cui struttura rispecchia la forma semicircolare del teatro greco; la gradinata destinata agli spettatori è divisa in due parti da un corridoio centrale che permette l'accesso all'area scenica. L'ingresso del teatro è monumentalizzato da una fontana, chiusa frontalmente da un muro costituito da due rampe simmetriche di scale che consentono l'accesso ad una terrazza affacciata sul teatro; la vasca della fontana presenta sui bordi quattro elementi in pietra, da cui partono getti d'acqua.
La Villa comunale è circondata da una bassa recinzione in marmo che si interrompe in corrispondenza degli ingressi (principale e laterali). All'ingresso principale si trova l'iscrizione che indica l'intitolazione della Villa a Giuseppe Marano; accanto all'ingresso, sul versante sinistro, è collocata una lastra in pietra iscritta che ricorda i caduti sul lavoro, in particolare l'impegno delle Acli nel ventennale di fondazione. Sul lato occidentale della Villa, in corrispondenza di una piccola quercia donata da Legambiente, è posto un blocco di pietra su cui è iscritta la dedica a Chico Mendes, noto politico e ambientalista brasiliano (1944-1988).
L'intera Villa Comunale è servita da un ottimo impianto di videosorveglianza e da WiFi libero.

## Specie presenti
Gli spazi verdi della villa sono costituiti da aiuole con prato e varie specie vegetali (tra cui si possono citare il Pinus spp., laTilia, il Cupressus spp., la Phoenix, il Cedrus spp., il Nerium, il Prunus Washingtonia, la Gaura, la Lantana, la Rosa, il Juniperus), a formare vere e proprie isole circondate da vialetti.